# Одруби
О́друби (Отруби) — село в Україні, у Народицькій селищній територіальній громаді Коростенського району Житомирської області. Населення становить 62 осіб.

## Історія
Відоме  з 1946 року як населений  пункт Новодорогинської сільської ради.